# Andreas Bobola

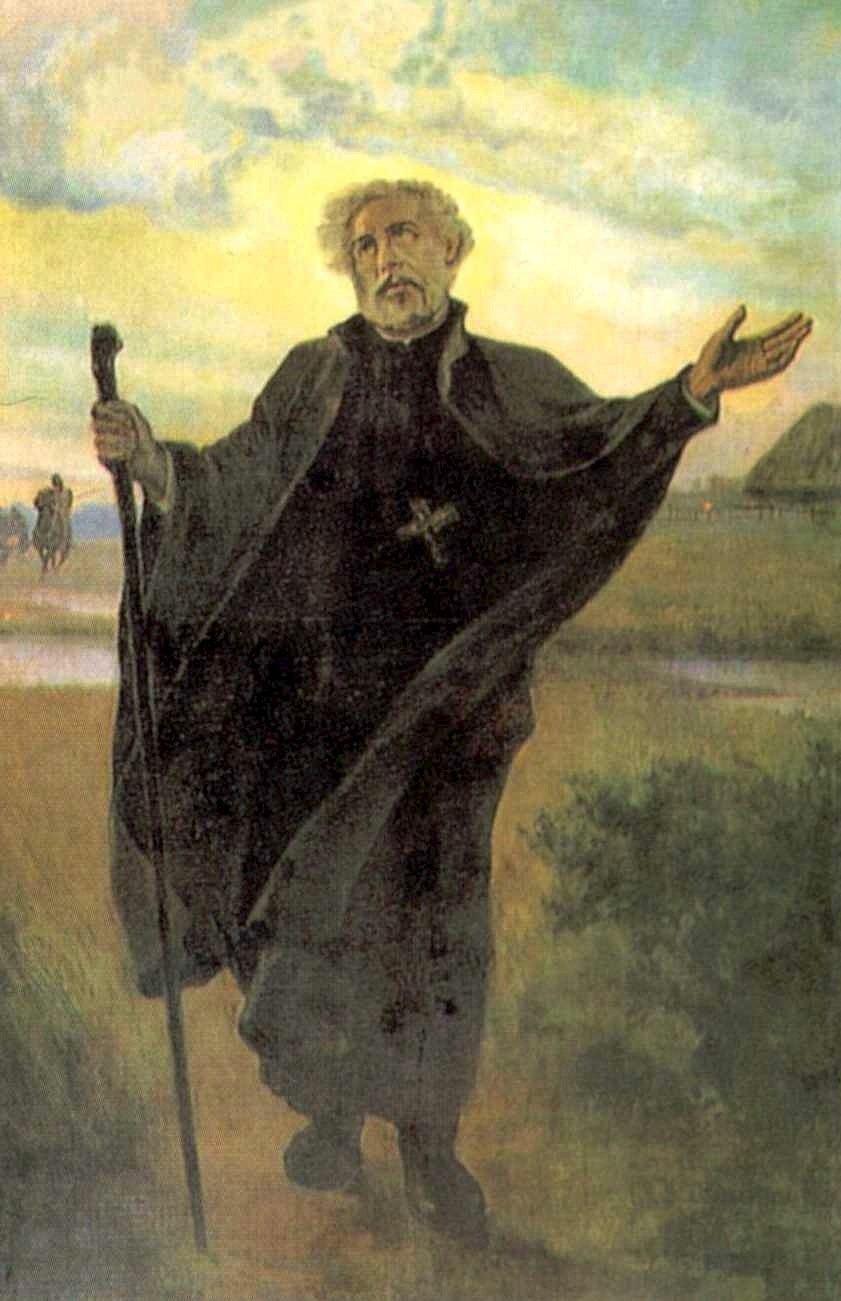
Andreas Bobola

Andreas of Andrzej Bobola (Strachocina, 1591 - Janów Poleski (nu Wit-Rusland), 16 mei 1657) was jezuïet, missionaris en martelaar en is een rooms-katholieke heilige.

## Leven
Andrzej werd in 1591 geboren in een adellijke familie in Strachocina in Polen. In 1611 trad hij toe tot de Sociëteit van Jezus. Vanaf 1652 werkte hij als missionaris in Litouwen.
Op 16 mei 1657 werd hij gevangengenomen in het dorpje Peredil in Litouwen door de kozakken van Chmielnicki. Hij werd onderworpen aan lange en pijnlijke martelingen en werd ten slotte in Janów Poleski vermoord.

## Verering
In het begin van de achttiende eeuw wist niemand waar zijn lichaam begraven lag. In 1701 kreeg pater Martin Godebski, de rector van het college in Pinsk (toen in Litouwen, nu in Wit-Rusland) een visioen van Andreas Bobola. Nadien ging hij op zoek naar het lichaam, hetgeen geheel onaangetast werd gevonden. De bolsjewieken vervoerden het lichaam in 1922 voor een tentoonstelling naar Moskou. In mei 1924 werd het aan de Heilige Stoel geschonken uit dankbaarheid voor hulp bij een hongersnood. Sinds 17 juni 1938 bevindt het lichaam van Bobola zich in Warschau.
Andreas Bobola werd door Paus Pius IX op 30 oktober 1853 zalig verklaard en door Paus Pius XI op 17 april 1938 heilig verklaard. 
Sinds 16 mei 2002 is Andreas Bobola patroon van Polen en van het aartsbisdom Warschau. Zijn feestdag is op 16 mei.
- Bibliothèque nationale de France: cb17073645x (data)
- Gemeinsame Normdatei: 119550245
- International Standard Name Identifier: 0000 0001 0877 4172
- Library of Congress Control Number: n93120160
- Nationale Bibliotheek van Tsjechië: jo2016918084
- Nationale Bibliotheek van Polen: a0000001181670
- Nederlandse Thesaurus van Auteursnamen: 08342833X
- Istituto Centrale per il Catalogo Unico: MILV343036
- Système universitaire de documentation: 079825281
- Virtual International Authority File: 20493475
- WorldCat: E39PBJx4m3gM8RpTRBWBxbCqQq